# Bruce Douglas
Bruce Douglas (Quincy, Illinois, 9 de abril de 1964) es un exjugador de baloncesto estadounidense que disputó una temporada en la NBA y otra más en la CBA. Con 1,91 metros de estatura, jugaba en la posición de escolta.

## Trayectoria deportiva

### Universidad
Jugó cuatro temporadas con los Fighting Illini de la Universidad de Illinois, en las que promedió 9,7 puntos, 5,9 asistencias, 3,2 rebotes y 2,5 robos de balón por partido. Fue incluido en el mejor quinteto de la Big Ten Conference en 1984, y en el segundo en los dos años posteriores, liderando la conferencia en robos de balón en esas tres temporadas, haciéndolo en asistencias en 1983, 1984 y 1986. Fue incluido por la United Press International en el tercer equipo All-American en 1984.

### Profesional
Fue elegido en la quincuagésimo séptima posición del Draft de la NBA de 1986 por Sacramento Kings, donde jugó únicamente ocho partidos, en los que promedió 1,8 puntos y 2,1 asistencias, antes de ser despedido en el mes de diciembre. Acabó la temporada en los Rockford Lightning de la CBA.

## Estadísticas de su carrera en la NBA

### Temporada regular
| Año     | Equipo     | PJ | PT | MPP  | %TC  | %3P  | %TL  | RPP | APP | ROB | TPP | PPP |
| ------- | ---------- | -- | -- | ---- | ---- | ---- | ---- | --- | --- | --- | --- | --- |
| 1986-87 | Sacramento | 8  | 1  | 12.3 | .292 | .000 | .000 | 1.8 | 2.1 | 1.1 | 0.0 | 1.8 |
| Total   | Total      | 8  | 1  | 12.3 | .292 | .000 | .000 | 1.8 | 2.1 | 1.1 | 0.0 | 1.8 |